# Hanigovce
Hanigovce (in ungherese Hőnig, in tedesco Hönigsdorf) è un comune della Slovacchia facente parte del distretto di Sabinov, nella regione di Prešov.